# Марк Томас (хокеїст)
Марк Томас (англ. Mark Thomas; 23 липня 1983, Стокпорт, Англія) — британський хокеїст, захисник. Виступає за «Шеффілд Стілерс» у Британській елітній хокейній лізі. 
Виступав за «Телфорд Вайлдфоксіс», «Манчестер Фінікс», «Лондон Рейсерс».
У складі національної збірної Великої Британії учасник чемпіонатів світу 2006 (дивізіон I), 2009 (дивізіон I) і 2011 (дивізіон I). 
Досягнення
- Чемпіон БЕХЛ (2009, 2011).